# EXS24
EXS24 är en mjukvara som fungerar som plug-in till olika värdprogram för datorer inom segmentet musikproduktion. Utvecklad av tyska Emagic (numera ägt av Apple), som även ligger bakom den populära sequencerprogramvaran Logic, industristandard inom musikproduktion.
EXS24 är en kraftfull samplingsprogramvara, vars egentliga funktion är att administrera och arkivera olika ljudfiler. En mjukvarusynt med förmåga att nyttja datorers interna eller externa ljudkort som källa för ljudupptagning, är en annan god beskrivning.